# Доротеј (филм)
Доротеј је југословенски филм из 1981. године, снимљен по истоименом роману Добрила Ненадића, чија је радња смештена у средњовековну Србију, почетком 14. века. Неке од сцена у филму су снимане на остацима средњовековних тврђава, као што су Маглич и Београд, док је већи део сниман у Манастиру Св. Јован Богослов (Погановски манастир) код Пирота.

## Радња
Средњовековна  Србија 1308. године. Лекар Доротеј дође у манастир да би лечио старог игумана. Монах Никанор припрема преузимање положаја у манастиру, па се његово неповерење према Доротеју претвара у отворен сукоб кад игуман оздрави. У народу се прошири глас да је Доротеј чудотворац. Управник жупе Лауш позива Доротеја да га излечи од ране која се дала на зло. Капетан војске Дадара намеће се господарици Јелени, Лаушевој жени, надајући се да ће Лауш да умре и да ће он да преузме власт. Јелена се приближи Доротеју који лечи не разликујући људе по значају, већ по патњи. Природно, између њих двоје настаје духовна веза која прераста у љубав. Тада се буде мрачне силе зла. Никанору и Дадари измиче последња прилика за освајање власти. У свету чији су они представници нема места за људскост и љубав.

## Улоге
| Глумац                   | Улога     |
| ------------------------ | --------- |
| Гојко Шантић             | Доротеј   |
| Горица Поповић           | Јелена    |
| Велимир Бата Живојиновић | Дадара    |
| Дарко Дамевски           | Лауш      |
| Вељко Мандић             | Никанор   |
| Мето Јовановски          | Димитрије |
| Драгомир Фелба           | Игуман    |
| Јорданчо Чевревски       | Матија    |
| Добрица Јовановић        | Пипац     |
| Боро Беговић             | Богдан    |
| Мелихате Ајети           |           |
| Марин Бабић              |           |
| Љубомир Ћипранић         |           |
| Иван Јонаш               |           |
| Милош Кандић             |           |
| Радослав Којчиновић      |           |
| Љуба Ковачевић           |           |
| Петар Лупа               |           |
| Даница Максимовић        |           |
| Војислав Мићовић         |           |
| Хазир Муфтари            |           |
| Јован Никчевић           |           |
| Богољуб Новаковић        |           |
| Иса Ћосја                |           |
| Љиљана Седлар            |           |
| Драган Војновић          |           |
| Војкан Павловић          |           |

## Занимљивости
Доротеј је редак од малобројних филмова на тематику Средњег века, који не идеализује тај период, већ га реалистично осликава, приказивајући стање најширег слоја тадашњег становништва које је у то време због недостатка модерне медицине и науке, обољевало од разних болести и живело у тешким животним условима.